# Nation crie de Chisasibi
Pour les articles homonymes, voir Chisasibi.
La Nation crie de Chisasibi est une Première Nation crie du Québec, au Canada. Son siège est la localité de Chisasibi située dans le territoire d'Eeyou Istchee au Nord-du-Québec. La nation bénéficie d'un territoire composé d'une terre réservée crie (noyau urbain) et d'une municipalité de village cri la circonscrivant. La Nation crie de Chisasibi est en négociation avec le gouvernement du Canada afin d'obtenir son autonomie gouvernementale. En 2016, elle a une population inscrite totale de 4 585 membres.
En tant que nation crie, la Nation crie de Chisasibi fait également partie du Grand conseil des Cris, du Gouvernement de la nation crie et du Gouvernement régional d'Eeyou Istchee Baie-James.

## Démographie
Les membres de la Première Nation de Chisasibi sont des Cris. En octobre 2016, la bande avait une population inscrite totale de 4 585 membres dont 170 vivaient hors réserve. Selon le recensement de 2011 de Statistique Canada, l'âge médian de la population est de 24,9 ans.
| 2001  | 2006  | 2011  | 2016  |
| ----- | ----- | ----- | ----- |
| 3 467 | 3 972 | 4 484 | 4 872 |

## Géographie
La majorité des membres de la Nation crie de Chisasibi vivent dans la localité de Chisasibi composée d'une terre réservée crie et d'une municipalité de village cri qui l'entoure. Le village est sous juridiction provinciale tandis que la terre réservée est sous juridiction fédérale. Chisasibi est d'ailleurs le siège du conseil de bande de la nation. Les villes importantes situées les plus près sont Rouyn-Noranda et Val-d'Or, situées à plusieurs centaines de kilomètres. 

## Gouvernement

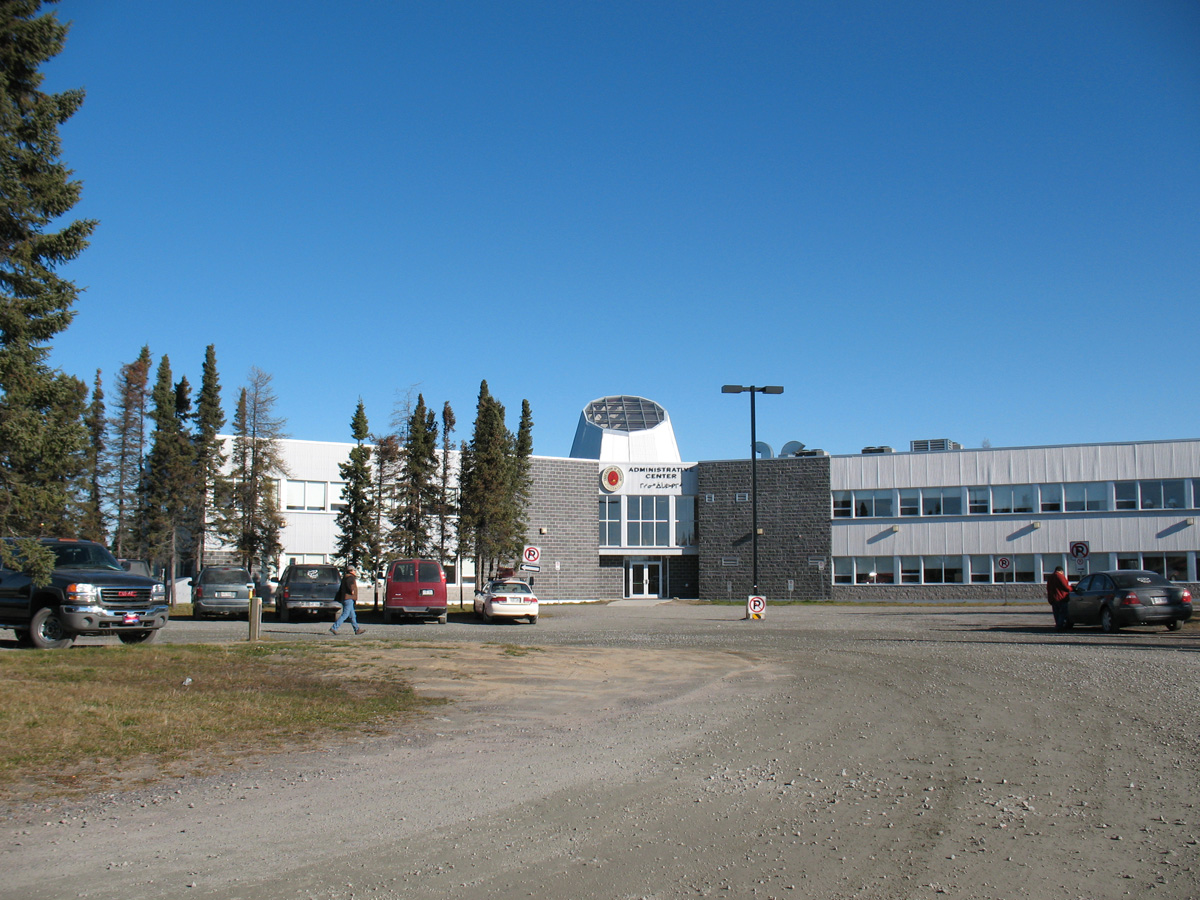
Centre administratif de la Nation Crie de Chisasibi (2011).

La Nation crie de Chisasibi est gouvernée par un conseil de bande élu selon le système électoral des Cris-Naskapis selon la Loi sur les Cris et les Naskapis du Québec. Peter House est chef de 1920 à 1930. En 1989, Violet Pachano est la première femme à être élue cheffe du conseil de bande d'une communauté crie,. Pour le mandat de 2015 à 2020, ce conseil est composé du chef Davey Bobbish, de la cheffe adjointe Daisy House Lameboy et de 11 conseillers.  Le 21 août 2020, deux femmes sont élues à titre de cheffe et de cheffe adjointe du conseil de bande de Chisasibi, soit respectivement Daisy House et Paula Napash. Daisy House, arrière-petite-fille de Peter House, était cheffe adjointe depuis 2007 et Paula Napash était conseillère depuis 2018.
La nation est en négociation avec le gouvernement du Canada pour obtenir son autonomie gouvernementale.

## Langue
Les Cris parlent le cri, une langue algonquienne faisant partie du même continuum linguistique que les langues innu-aimun et atikamekw. Selon le recensement de 2011 de Statistique Canada, 90,7 % des Cris de Chisasibi ont une langue autochtone encore comprise en tant que langue maternelle, 92,6 % parlent une langue autochtone à la maison et 94,1 % connaissent une langue autochtone. En ce qui a trait aux langues officielles du Canada, 13,9 % connaissent les deux, 29,4 % connaissent seulement l'anglais, 0,8 % connaissent seulement le français et 55,9 % n'en connaissent aucune des deux.